# Лисс (Англия)
Лисс (англ. Liss, Lyss) — посёлок в Великобритании, на юго-западе Англии, в графстве Хэмпшир, округ Восточный Хэмпшир.

## Описание
Имеет административный статус гражданского прихода. Железнодорожная станция (ветка на Портсмут), в 35 км к востоку от Винчестера, и в 75 км к юго-западу от Лондона, на границе с графством Западный Суссекс. Включает в себя старый поселок (Западный Лисс), и новый поселок (Восточный Лисс), возникший вокруг железнодорожной станции в викторианскую эпоху. Граница между Западным и Восточным Лиссами проходит по реке Роут. Западный Лисс представляет собой значительный архитектурный и исторический интерес.

## История
Первое упоминание о Лиссе относится к 1086 году (Книга страшного суда).